# Bahzani
Bahzani oder Bahzane (arabisch بحزاني, DMG Baḥzānī, syrisch ܒܝܬ ܚܙܢܐ, kurmandschi Bahzanê) ist eine kleine Stadt in der Nähe von Mossul in Ninawa, Nordirak. Der Ort befindet sich im Distrikt al-Hamdaniya in der Ninive-Ebene als direkter Nachbarort nordwestlich von Baschiqa. Seit 2003 gehört die Stadt zu den umstrittenen Gebieten des Nordiraks.

## Bevölkerung
Die Mehrheit der Bevölkerung Bahzanis sind Jesiden; daneben leben hier christliche Assyrer und arabische Muslime. Die Jesiden in Bahzani und aus der Nachbarstadt Baschiqa sprechen alle Arabisch als ihre Muttersprache.
Vor der Daesch-Terrorherrschaft von 2014 bis 2016 lebten in Bahzani etwa 2000 syrisch-orthodoxe Christen. Im Jahre 2019 machten die Christen etwa 6 % der rund 13.000 Menschen zählenden Bevölkerung aus. Weniger als 5 % waren arabische Muslime, während der Rest Jesiden waren. Laut 2020 erschienener Studie von Kirche in Not identifizierte sich im Jahre 2019 knapp die Hälfte der befragten Christen aus Bahzani als „Araber“ und gut die Hälfte als „Syrisch“ („Syriakisch“). Wie die Jesiden sprechen auch die Christen Bahzanis großenteils Arabisch (84 % als Erstsprache); 16 % der Christen gaben als erste Sprache Surith („Syrisch“, Ost-Aramäisch) an.

## Geschichte
Die Anwesenheit von Christen ist in der Ninive-Ebene seit dem 7. Jahrhundert bezeugt. Die ältesten jesidischen Tempel in Bahzani stammen aus dem 12. Jahrhundert. Im 13. Jahrhundert verließen Jesiden das Gebiet von Schechan und ließen sich in Baschiqa und in Bahzani nieder. Der Anteil der Jesiden in Baschiqa und Bahzani nahm über die Jahrhunderte allmählich zu. Anfang 2014 lebten in den beiden Orten zusammen etwa 35.000 Jesiden, was rund 85 % der Bevölkerung beider Orte zusammen ausmachte und gleichzeitig eine der größten Konzentrationen von Jesiden im Irak war. Der Anteil der Christen war 12 % und der Muslime 3 %.
Nach der US-Invasion im Irak und dem Sturz von Saddam Hussein 2003 wurde Bahzani – irakisches Hoheitsgebiet – bis zum Siegeszug der islamistischen Terrormiliz Daesch (ISIS) im Raum Mossul im Juni 2016 von der Autonomen Region Kurdistan kontrolliert und beansprucht. Laut Artikel 140 der irakischen Verfassung sollte eine Volksabstimmung entscheiden, ob es weiterhin von der Zentralregierung oder der Autonomen Region Kurdistan verwaltet werden soll. Der Status der Stadt blieb aber weiterhin ungeklärt. Laut den Human Rights Watch, UNHCR und anderen Menschenrechtsorganisationen wurden die Bewohner der Stadt gezwungen und mit Gewalt bedroht, falls sie sich nicht für eine Eingliederung der Stadt an die Autonome Region Kurdistan entscheiden sollten. In der Nacht vom 6. auf den 7. August 2014 standen die Einheiten der islamistischen Terrormiliz Daesch (ISIS) vor den Toren der Stadt, und sämtliche Jesiden und Christen flohen. Am 7. August 2014 war der Ort in der Hand der Islamisten, die nun begannen, die jesidischen Tempel, Kirchen und Wohnhäuser zu zerstören sowie die Olivenbäume niederzubrennen. So vergingen über zwei Jahre, in denen 525 Häuser beschädigt oder zerstört wurden, davon 200 völlig zerstört. Im Zuge der Schlacht um Mossul nahmen am 7. November 2016 kurdische Einheiten der Peschmerga Bahzani wieder ein. In der Folge kehrten bis 2018 nach Baschiqa und Bahzani insgesamt etwa 27.000 Jesiden wieder zurück, was 77 % der ursprünglichen jesidischen Bevölkerung entsprach. Hinzu kamen 735 Jesiden aus Sindschar, die in Mossul studierten und von ihren Familien getrennt waren. Nach einer 2020 erschienenen Studie von Kirche in Not waren 41 % der vor der Daesch-Herrschaft rund 2000 syrisch-orthodoxen Christen bis August 2019 nach Bahzani zurückgekehrt.

## Wirtschaft
Bahzani lebt in großem Maße vom Olivenanbau.

## Sehenswürdigkeiten
In Bahzani und Baschiqa stehen insgesamt 12 jesidische Mausoleen. Ein bekannteres von diesen in Bahzani ist das jesidische Mausoleum Scheich Bakeur al-Qatani. An Kirchengebäuden steht hier die syrisch-orthodoxe Kirche St. Georg.